# Wonokupang
Wonokupang is een bestuurslaag in het regentschap Sidoarjo van de provincie Oost-Java, Indonesië. Wonokupang telt 3051 inwoners (volkstelling 2010).